# La Corredoria (stacja kolejowa)
La Corredoria (hiszp: Estación de La Corredoria) – stacja kolejowa w miejscowości Oviedo, we wspólnocie autonomicznej Asturia, w Hiszpanii.
Jest obsługiwana przez regionalne pociągi wąskotorowe Ferrocarriles de Vía Estrecha (FEVE) i na szerokotorowej linii Venta de Baños – Gijón. Stanowi systemu kolei Cercanías Asturias.

## Położenie
Stacja znajduje się na 142,6 km linii Venta de Baños – Gijón i 317,2 km Oviedo – Santander.

## Historia
Początkowo stacja planowana była tylko na linii obsługiwanej przez RENFE. Projekt zakładał, że prace pochłoną 3,2 mln euro, a prace rozpoczęły się 1 kwietnia 2003 roku.
Po rozpoczęciu budowy, prezes RENFE i FEVE podpisał umowę na rozbudowę budowanej stacji, tak aby był również wykorzystywany przez FEVE. Umowa została podpisana w Oviedo w dniu 6 października 2003 roku, w obecności Francisco Álvarez-Cascos, ministra spraw publicznych i Gabino de Lorenzo, burmistrza Oviedo.
Umowa doprowadziła do wzrostu kosztów inwestycji o 1,7 miliona euro i koniecznych zmian w projekcie.
Stacja została otwarta w dniu 30 czerwca 2004 roku przez Prezydenta Asturii Vicente Álvarez Areces i Magdalena Álvarez, Ministra Rozwoju.

## Linie kolejowe
- Oviedo – Santander – linia wąskotorowa Ferrocarriles de Vía Estrecha
- Venta de Baños – Gijón – linia szerokotorowa rozstawu iberyjskiego